# Gloucester Township
Gloucester ist ein Township im Camden County im US-Bundesstaat New Jersey. Das Township gehört zur Metropolregion Delaware Valley und ist ein Vorort von Philadelphia. Das U.S. Census Bureau ermittelte bei der Volkszählung 2020 eine Einwohnerzahl von 66.034.
Blackwood (mit einer Einwohnerzahl von 4545 im Jahr 2010) und Glendora (4750 im Jahr 2010) sind nicht inkorporierte Gemeinden und Census-designated places (CDPs), die innerhalb der Gemeinde liegen.

## Geschichte
Die heutige Township of Gloucester war eine der ursprünglichen Townships, die das alte Gloucester County umfassten. Es wurde 1685 die erste politische Unterteilung des Countys. Die Grenzen des Gloucester County erstreckten sich vom Delaware River bis zum Atlantik, bis es 1683 in zwei Townships aufgeteilt wurde: Egg Harbor Township und Gloucester Township, das seinen Namen von der Kathedralenstadt Gloucester in England erhielt. Gloucester Township unterteilte sich weiter in vier kleinere Townships und wurde am 1. Juni 1695 als eine der ersten Gemeinden in New Jersey gegründet. Im Jahr 1844 wurde das Township Teil des neu gegründeten Camden County. Teile des Townships wurden im Laufe der Jahre zu Union Township (15. November 1831; aufgelöst am 25. Februar 1868, wobei das verbleibende Land als Gloucester City gechartert wurde), Winslow Township (8. März 1845) und Clementon Township (24. Februar 1903; aufgelöst am 16. Mai 1941, in Laurel Springs).
Das Gabreil Daveis Tavern House an der 4th Avenue in Glendora ist eine Taverne aus der Zeit vor dem Amerikanischen Unabhängigkeitskrieg, die 1756 erbaut wurde und viele Jahre lang als Gasthaus für Bootsleute diente, die ihre Produkte über den nahe gelegenen Big Timber Creek nach Philadelphia transportierten. Es wurde kürzlich restauriert und dient nun als historisches Herzstück von Gloucester Township. Das Gebäude wird auch als „Hillman Hospital House“ bezeichnet, da es von George Washington während der Revolution zum Krankenhaus ernannt wurde. Es steht im National Register of Historic Places und ist für Besucher geöffnet.

## Demografie
Laut einer Schätzung von 2019 leben in Gloucester Township 63.903 Menschen. Die Bevölkerung teilt sich 2019 auf in 72,4 % Weiße, 18,1 % Afroamerikaner, 0,1 % amerikanische Ureinwohner, 3,3 % Asiaten und 3,2 % mit zwei oder mehr Ethnizitäten. Hispanics oder Latinos aller Ethnien machten 8,0 % der Bevölkerung von Lakewood aus. Das mittlere Haushaltseinkommen lag bei 80.053 US-Dollar und die Armutsquote bei 6,4 %.
| Bevölkerungsentwicklung Bei den Daten handelt es sich um Volkszählungsergebnisse. | Bevölkerungsentwicklung Bei den Daten handelt es sich um Volkszählungsergebnisse. | Bevölkerungsentwicklung Bei den Daten handelt es sich um Volkszählungsergebnisse. | Bevölkerungsentwicklung Bei den Daten handelt es sich um Volkszählungsergebnisse. | Bevölkerungsentwicklung Bei den Daten handelt es sich um Volkszählungsergebnisse. | Bevölkerungsentwicklung Bei den Daten handelt es sich um Volkszählungsergebnisse. | Bevölkerungsentwicklung Bei den Daten handelt es sich um Volkszählungsergebnisse. | Bevölkerungsentwicklung Bei den Daten handelt es sich um Volkszählungsergebnisse. | Bevölkerungsentwicklung Bei den Daten handelt es sich um Volkszählungsergebnisse. | Bevölkerungsentwicklung Bei den Daten handelt es sich um Volkszählungsergebnisse. |  |
| --------------------------------------------------------------------------------- | --------------------------------------------------------------------------------- | --------------------------------------------------------------------------------- | --------------------------------------------------------------------------------- | --------------------------------------------------------------------------------- | --------------------------------------------------------------------------------- | --------------------------------------------------------------------------------- | --------------------------------------------------------------------------------- | --------------------------------------------------------------------------------- | --------------------------------------------------------------------------------- |  |
| Jahr                                                                              | 1940                                                                              | 1950                                                                              | 1960                                                                              | 1970                                                                              | 1980                                                                              | 1990                                                                              | 2000                                                                              | 2010                                                                              | 2020                                                                              |  |
| Einwohner                                                                         | 6.198                                                                             | 7.952                                                                             | 17.591                                                                            | 26.511                                                                            | 45.156                                                                            | 53.797                                                                            | 64.350                                                                            | 64.634                                                                            | 66.034                                                                            |  |

## Bildung
Im Gloucester Township befindet sich das Camden County College.